# Aprilie 2017
Acest articol este generat integral pe baza informațiilor din articolul 2017 și este actualizat periodic de un robot.
 Editările făcute în articol vor fi șterse la următoarea actualizare! Dacă doriți să faceți modificări, editați articolul-sursă.

ianuarie -
februarie -
martie -
aprilie -
mai -
iunie -
iulie -
august -
septembrie -
octombrie -
noiembrie -
decembrie
Aprilie 2017 a fost a patra lună a anului și a început într-o zi de sâmbătă.

## Evenimente

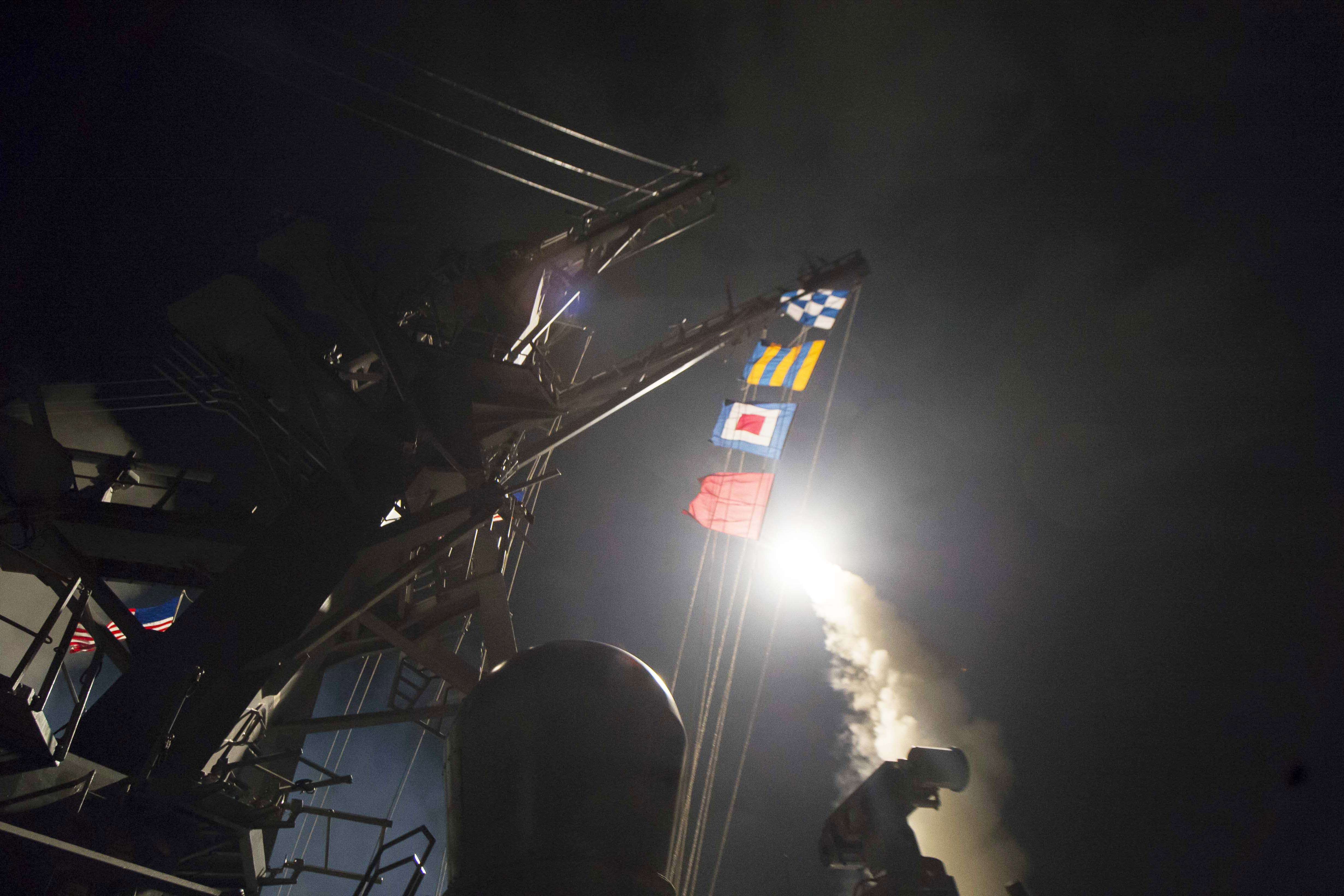
7 aprilie: După atacul chimic de la Khan Shaykhun, Statele Unite au lansat 60 de rachete de croazieră Tomahawk asupra unei baze aeriene din Siria

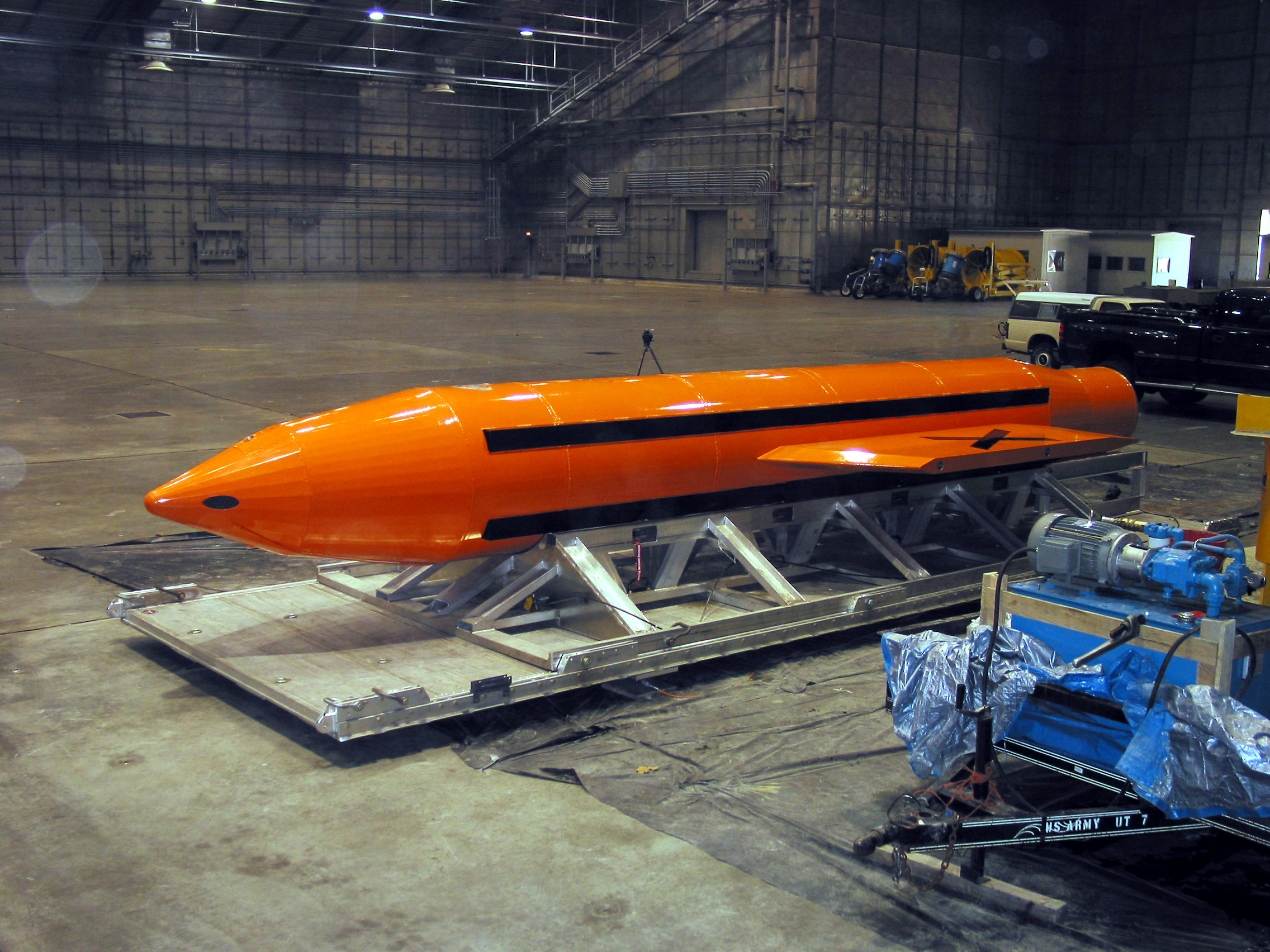
13 aprilie: Statele Unite lansează cea mai mare bombă non-nucleară asupra tunelurilor teroriștilor ISIS din provincia Nangarhar, estul Afghanistanului.

- 2 aprilie: Alegeri prezidențiale în Serbia câștigate din primul tur cu 58,1% de actualul premier Aleksandar Vučić al Partidul Progresist Sârb. Potrivit sondajelor Vučić a obținut în turul al doilea peste 55% din voturile exprimate.
- 3 aprilie: Un atac cu bombă s-a produs într-o stație de metrou din orașul Sankt Petersburg, Rusia soldat cu 14 morți și peste 45 de răniți. Conform autorităților s-a produs un atac terorist. Un cetățean rus, de origine kârgâză, Akbarjon Djalilov, 21 ani, este suspectat că a provocat deflagrația violentă produsă luni la ora locală 14:40 (11:40 GMT), într-un tren care circula între două stații ale unei linii de metrou din Sankt Petersburg. Bilanț 12 aprilie: 15 morți.
- 3 aprilie: Rămășițele unei piramide vechi de 3.700 de ani au fost descoperite "în stare bună" în Egipt, la situl arheologic Dahshur, în apropiere de Cairo.
- 7 aprilie: După atacul chimic de la Khan Shaykhun, Statele Unite au lansat 60 de rachete de croazieră Tomahawk asupra unei baze aeriene din Siria. Armata siriană a anunțat că loviturile americane s-au soldat cu șase morți și cu importante pagube materiale.
- 7 aprilie: În centrul orașului Stockholm, un camion a intrat în mulțimea de pe o arteră comercială și apoi s-a izbit în vitrina unui magazin în centrul capitalei Suediei. Bilanț: 5 decese (28 aprilie) și peste 15 răniți.
- 13 aprilie: Statele Unite lansează cea mai mare bombă non-nucleară asupra tunelurilor teroriștilor ISIS din provincia Nangarhar, estul Afghanistanului.
- 13 aprilie: NASA a anunțat că au fost descoperite condiții favorabile pentru susținerea vieții pe un satelit al planetei Saturn, Enceladus.[1]
- 16 aprilie: Circa 55 de milioane de turci cu drept de vot sunt chemați la un referendum pentru a spune "da" sau "nu" în privința modificării a 18 articole din Constituție care ar institui un sistem prezidențial, cu puteri ample în locul actualului model parlamentar. Prezența la vot a fost de 85,43% din care 51,41% au votat DA și 48,59% au votat NU.
- 19-23 aprilie: Campionatul european de gimnastică individuală Cluj 2017, ediția a VII-a[2]. Este cea de-a doua ediție găzduită de România după cea din 1957. La Campionatul european de gimnastică individuală participă 274 sportivi din 37 țări, pentru 12 titluri individuale. România a obținut un total de 4 medalii: 2 de aur, una de argint și una de bronz.
- 20-21 aprilie: Au avut loc Ninsorile abundente din Republica Moldova care au provocat prăbușirea a zeci de mii de arbori și arbuști, cât și deconectarea de la energie electrică a sute de localități.[3].
- 23 aprilie: Alegeri prezidențiale în Franța turul I - primii doi clasați sunt: Emmanuel Macron, candidatul mișcării de centru En Marche!, care a obținut 23,75% și Marine Le Pen, candidata Frontului Național, care a obținut 21,53%.
- 24 aprilie: Muhammad al V-lea este instalat oficial ca cel de-al 15-lea rege al Malaeziei.[4]
- 29 aprilie: Ministerul turc al tehnologiilor informației și comunicațiilor a blocat în totalitate accesul la enciclopedia Wikipedia în Turcia fără să ofere explicații.[5]
- 30 aprilie: Alpinistul elvețian Ueli Steck moare în încercarea sa de a escalada în premieră mondială Vârful Everest pe ruta West Ridge/ Hornbein Couloir fără să folosească oxigen suplimentar. El a alunecat și a căzut pe o pantă abruptă, acoperită cu gheață.[6]

## Decese
- 1 aprilie: Gösta Ekman, 77 ani, actor suedez (n. 1939)
- 1 aprilie: Evgheni Evtușenko, 84 ani, poet rus (n. 1932)
- 2 aprilie: Valeriu Canțer, 62 ani, fizician din R. Moldova, membru titular al ASM (n. 1955)
- 2 aprilie: Edda Dora Essigmann-Fantanar, 94 ani, scriitoare germană originară din România (n. 1922)
- 4 aprilie: Giovanni Sartori, 92 de ani, politolog italian (n. 1924)
- 4 aprilie: Mike Taylor, 82 ani, pilot englez de Formula 1 (n. 1934)
- 5 aprilie: Vasile Gheorghe Coțofan, 83 ani, medic veterinar român (n. 1934)
- 5 aprilie: Atanasie Sciotnic, 75 ani, sportiv român (caiac), (n. 1942)
- 6 aprilie: Don Rickles (n. Donald Jay Rickles), 90 ani, actor american de comedie (n. 1926)
- 7 aprilie: Nicolae-Șerban Tanașoca, 75 ani, filolog și istoric român, specialist în filologia clasică (n. 1941)
- 8 aprilie: Traian Novolan, 80 ani, senator român (n. 1937)
- 12 aprilie: Charlie Murphy, 57 ani, actor, comedian și scenarist american (n. 1959)
- 12 aprilie: Toby Grafftey Smith, 46 ani, muzician britanic (claviaturist), (Jamiroquai), (n. 1970)
- 13 aprilie: Zareh Baronian, 75 ani, teolog armean (n. 1941)
- 14 aprilie: George Cornea, 86 ani, operator de film, scenarist și regizor român (n. 1931)
- 15 aprilie: Allan Holdsworth, 70 ani, chitarist și compozitor englez (n. 1946)
- 15 aprilie: Emma Morano, 117 ani, supercentenară italiană (n. 1899)
- 16 aprilie: George Bălăiță, 82 ani, romancier român (n. 1935)
- 17 aprilie: Jeremiasz Anchimiuk, 73 ani, arhiepiscop al Bisericii Ortodoxe Poloneze (n. 1943)
- 19 aprilie: Oliver Lustig, 90 ani, scriitor român de etnie evreiască (n. 1926)
- 20 aprilie: Magdalena Abakanowicz, 86 ani, sculptoriță poloneză de etnie ruso-tătară (n. 1930)
- 20 aprilie: Mihai Ielenicz, 76 ani, geograf și geomorfolog român (n. 1941)
- 22 aprilie: Hubert Dreyfus, 87 ani, profesor american n. 1929)
- 22 aprilie: Geta Popescu (Dor Medina Geta Popescu), 13 ani, alpinistă română (n. 2004)
- 26 aprilie: Alexandru Ciubotaru, 85 ani, academician din R. Moldova (n. 1932)
- 26 aprilie: Jonathan Demme, 73 ani, regizor american (Tăcerea mieilor, Philadelphia, Rachel Getting Married), (n. 1944)
- 30 aprilie: József Árpád Habsburg (n. Joseph Arpád Benedikt Ferdinand Franz Maria Gabriel), 84 ani, membru al Casei de Habsburg-Lorena (n. 1933)